# Salcburská církevní provincie

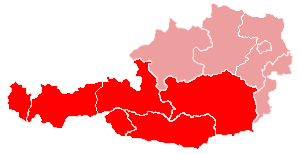
Salcburská církevní provincie v Rakousku

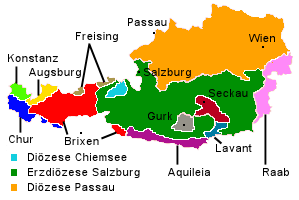
Historické uspořádání

Salcburská církevní provincie je jedna ze dvou církevních provincií římskokatolické církve na území Rakouska, druhou je Vídeňská církevní provincie. V čele provincie stojí salcburský metropolita, kterým je salcburský arcibiskup.
Salcburská provincie se skládá z těchto diecézí:
- Arcidiecéze salcburská
- Diecéze feldkirchská
- Diecéze Graz-Seckau
- Diecéze gurkská
- Diecéze innsbrucká

## Historie
Středověká církevní provincie Salcburk, která byla založena roku 739 svatým Bonifácem, ve své době obsahovala skoro všechna bavorská vévodství, mimo jiné i diecézi Freising, Řezno a Pasov. Salcburská arcidiecéze obsahovala také diecéze Gurk, Chiemsee, Seckau a Lavant. V roce 1469 se z pasovské diecéze odtrhly dvě nově vzniklé vídeňská a vídeňsko novoměstská. Snaha Habsburků o přičlenění části pasovské diecéze ležící na rakouském území se zdařila 1. června 1722, kdy bylo vídeňské biskupství povýšeno na arcibiskupství a získalo vlastní církevní provincii. Napoleonské války dovedly středověký vzhled církevní provincie ke konci. Roku 1818 byla diecéze Chiemsee zrušena a arcidiecéze salcburská a celá tato církevní provincie získaly dnešní uspořádání, přičemž ztratila podstatné území v Bavorsku, kde v roce 1821 vznikla Mnichovsko-freisingská církevní provincie.

## Galerie

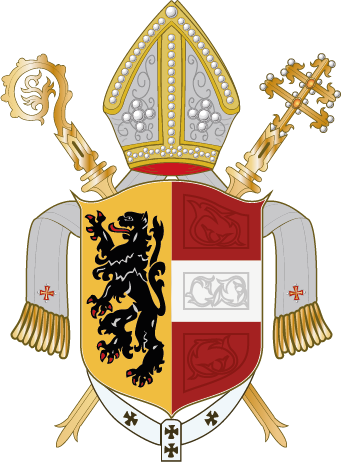
Znak salcburské arcidiecéze
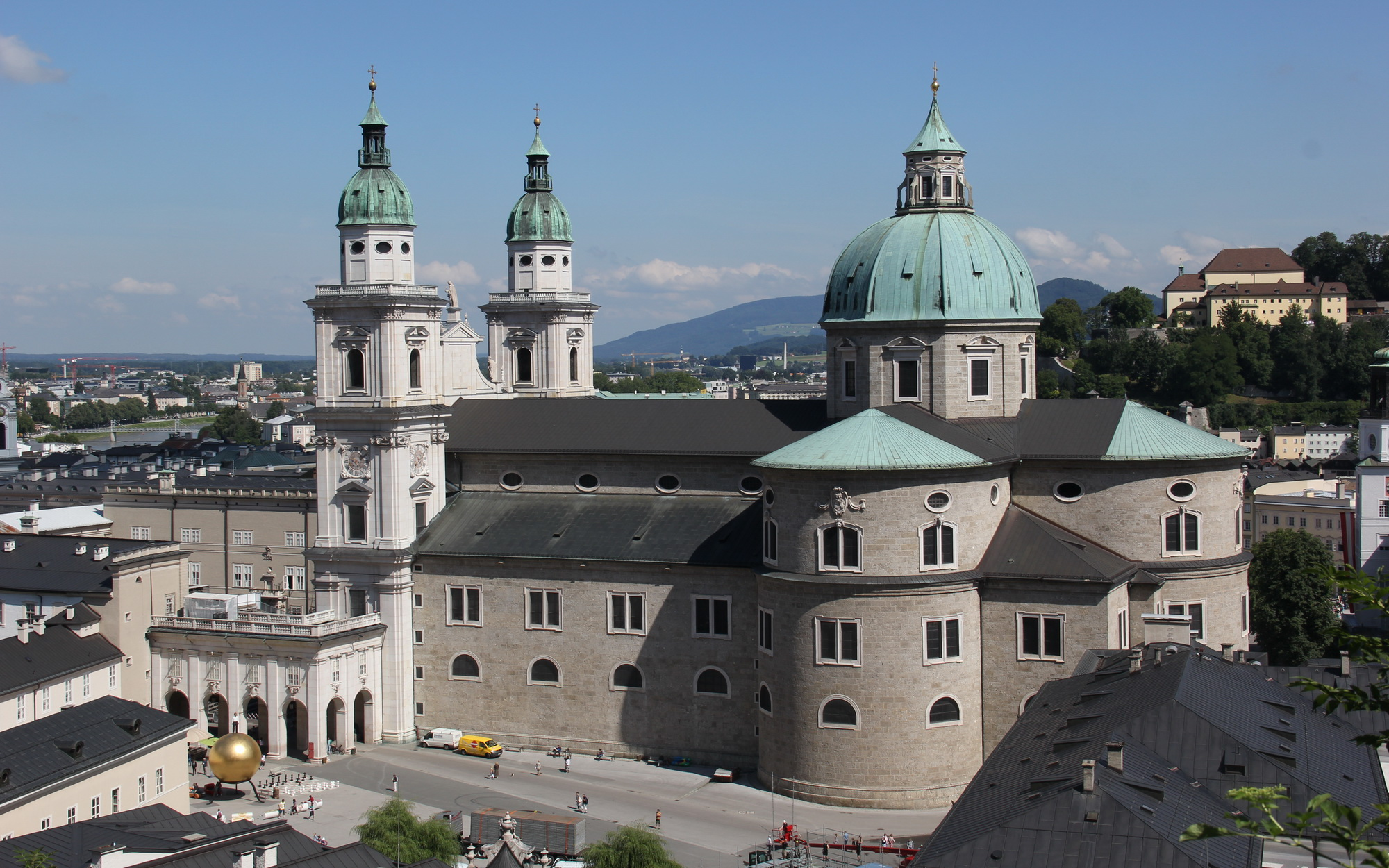
Sídelní katedrála salcburské arcidiecéze
Sídelní katedrála feldkirchské diecéze
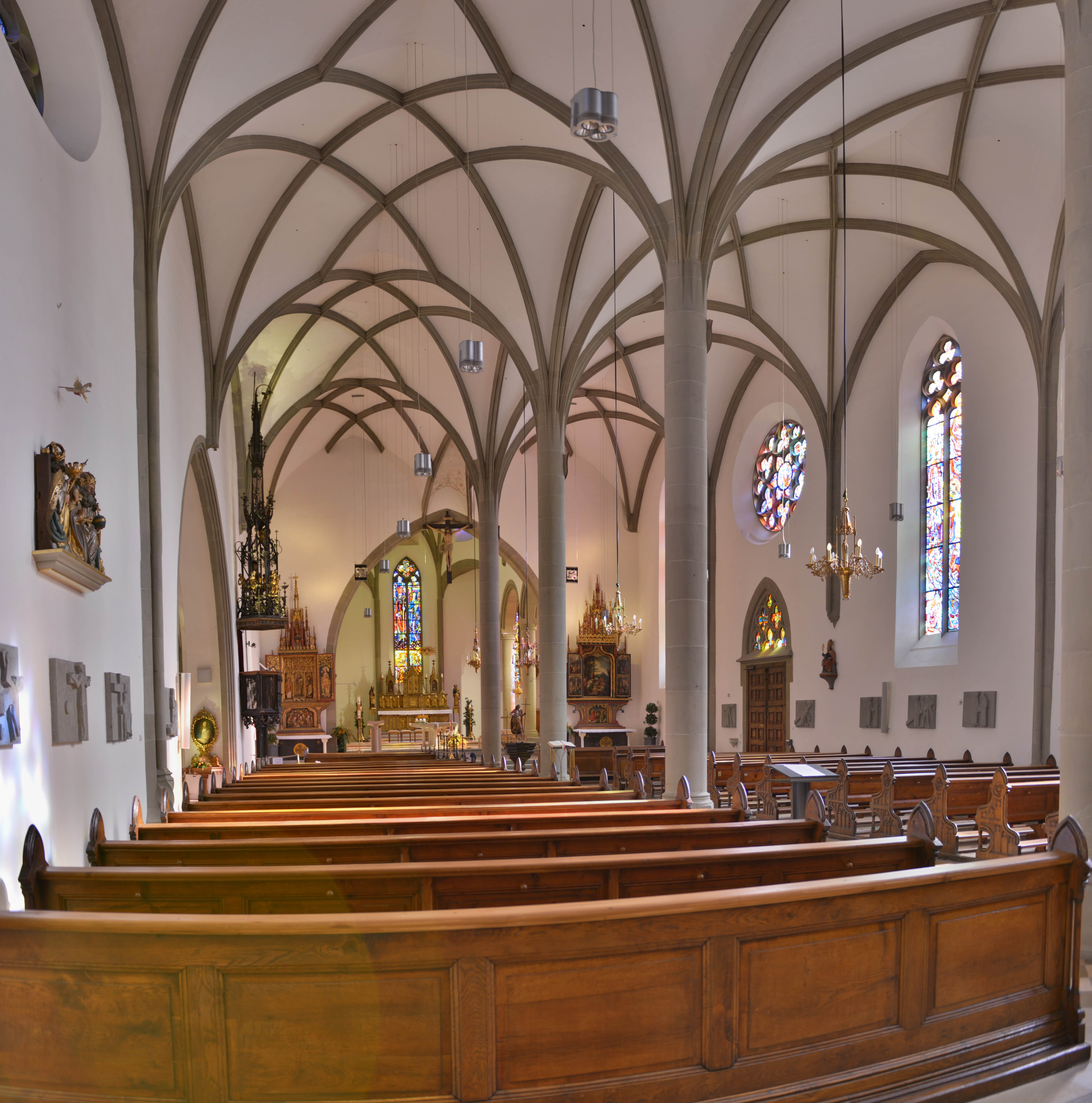
Sídelní katedrála feldkirchské diecéze (interiér)
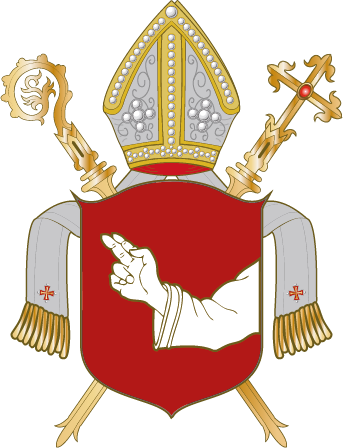
Znak diecéze Graz-Seckau
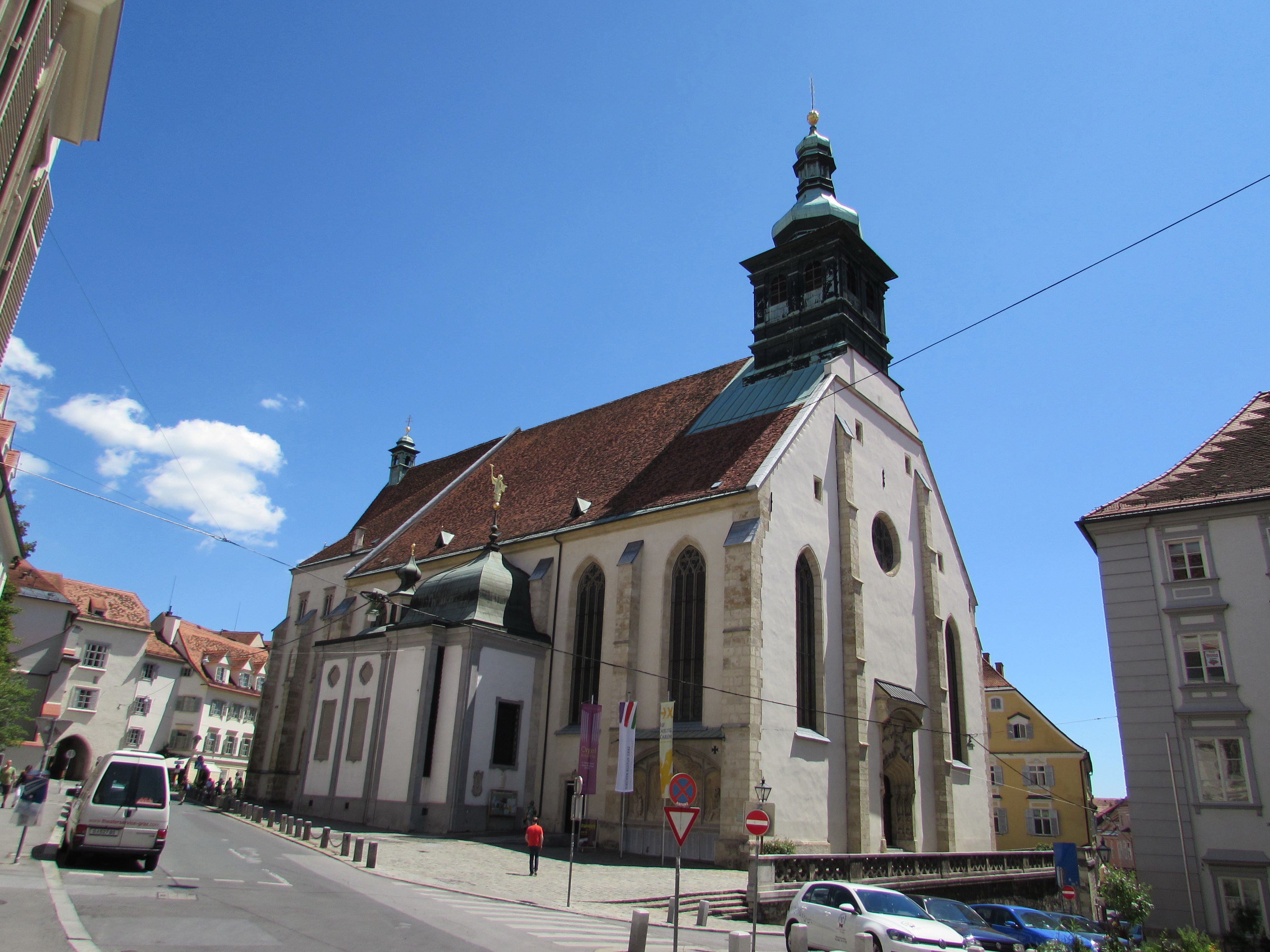
Sídelní katedrála diecéze Graz-Seckau
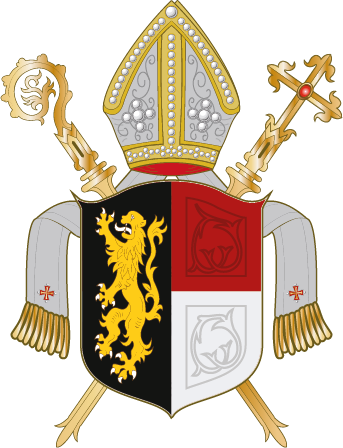
Znak gurkské diecéze
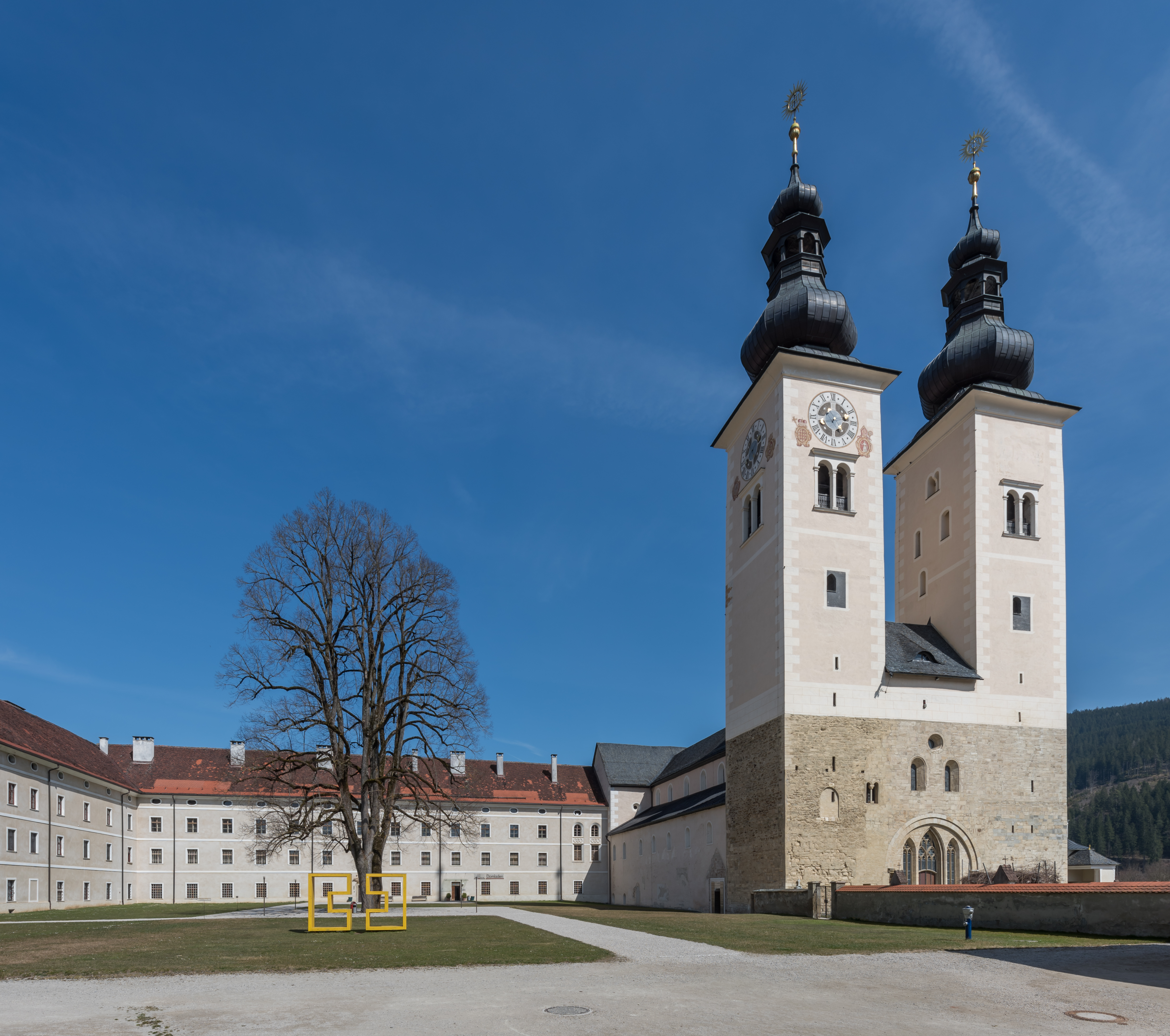
Konkatedrála gurkské diecéze
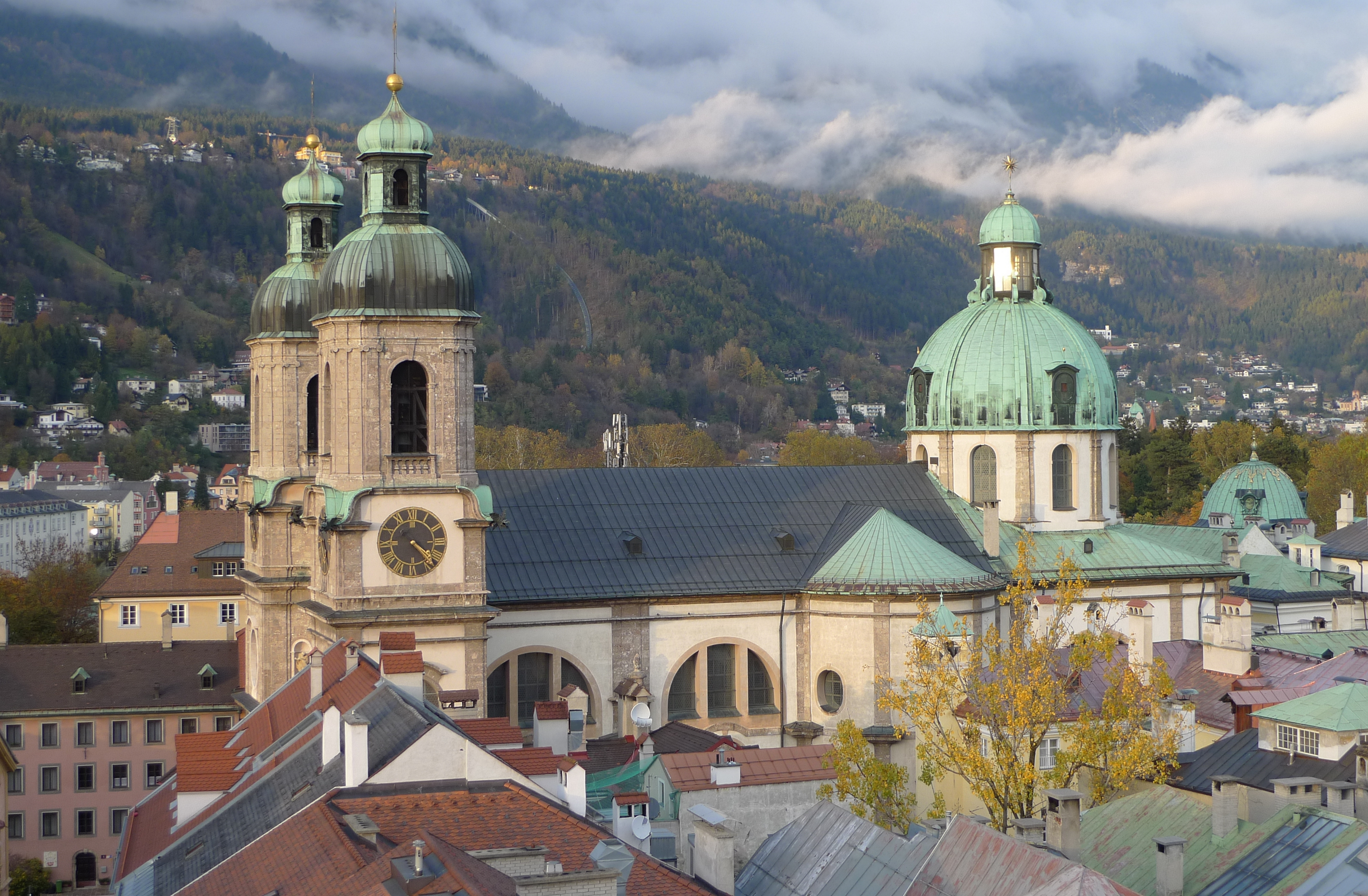
Sídelní katedrála innsbrucké diecéze
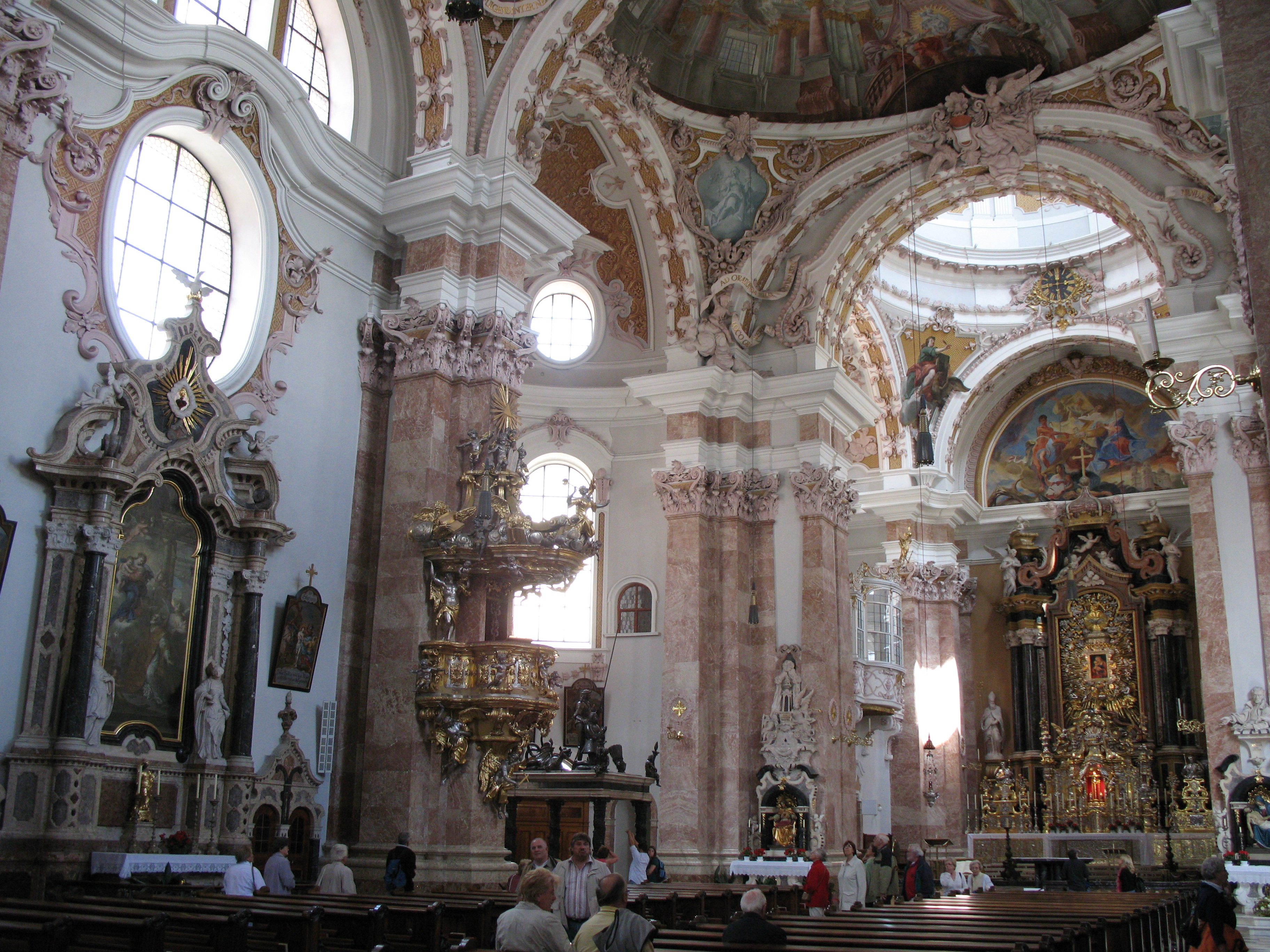
Sídelní katedrála innsbrucké diecéze (interiér)